# Новий Макіавеллі
«Новий Макіавеллі» (англ. The New Machiavelli) — роман англійського письменника Герберта Веллса. Написаний в 1911 році.

## Теми
Теми роману – політика та секс, обидві постійні турботи автора. Біограф Девід Сміт назвав «Новий Макіавеллі» «найбільш автобіографічним романом Уеллса».  Розвиток політичних і сексуальних пристрастей у головного героя простежується в складних деталях. Штучність вікторіанської та едвардіанської моралі є головною мішенню роману: «Слава Богу! Я скоро вийду з цього! Ганьба! Самі дикуни в Австралії виховують своїх дітей краще, ніж це роблять сьогодні англійці. Жоден із нас ніколи не мав погляду на те, що вони називають мораллю, який би не показував його як пошарпана покірливість, як найпідліший розсуд, жалюгідне підкорення нерозумні заборони! Покірна віддача духу і тіла під диктат педантів, жінок і дурнів — нас не вчили!

## Сюжет
Річард Ремінгтон — успішний автор і ліберал. Він людина, якій можна заздрити, дружина його кохає у нього гарні стосунки з усіма. Але все це може тільки здаватися: він далеко не задоволений ні своїм шлюбом, ні політикою своєї партії. Новий Макіавеллі описує сум'яття, яке виникає в його житті, коли він зустрічається з молодою і красивою Ізабель Ріверс і його починає мучити бажання…